# Acanthocorticium
Acanthocorticium is een geslacht van schimmels. Het geslacht is nog niet met zekerheid in een familie ingedeeld (Incertae sedis). Het heeft slechts een soort namelijk Acanthocorticium brueggemannii.